# 崔遠寿
崔 遠寿（チェ・ウォンス、朝鮮語: 최원수/崔遠壽、1912年 - 1987年7月18日）は、大韓民国の実業家、政治家。第3代迎日郡（現・浦項市）郡守、第2代韓国国会議員。
号は木雲（モグン、목운）。

## 経歴
日本統治時代の慶尚北道迎日郡（現・浦項市）出身。立命館大学予科を2年時に中退。1949年1月8日から1950年4月20日までは第3代迎日郡守を務め、そのほかに浦項新聞社社長を務めた。1950年の第2代総選挙に迎日甲選挙区から無所属で出馬して当選し、最初の頃は民友会に所属したが、釜山政治波動の後に自由党に入党した。
1987年にはソウル市江南区の大峙洞にて読書室を開業したが、同年7月18日に慶尚北道蔚珍郡の自宅にて持病により死去。享年76。

## 評価
『国会20年』によると、無口だが、謙遜していて温厚な人柄だと評価されている。

## その他
1950年代には族青派の一員として活躍したことで、当局からの弾圧を受けた。